# Gunnar Krantz (jurist)
Gunnar Krantz, född 20 augusti 1951, är en svensk jurist som var lagman i Vänersborgs tingsrätt från 2006 till 2013.
Krantz utnämndes till lagman i Vänersborgs tingsrätt 6 april 2006. Han gick i pension därifrån i maj 2013. 